# 承恩坊
承恩坊是一座功名牌坊，位于中国江西省宜黄县棠阴镇下街口。

## 历史
承恩坊建于明宣德五年（1430年），为荣归故里祭祖的中宪大夫通政司右通政吴余庆而建。隆庆五年（1571年）重建。

## 建筑
承恩坊为木质结构，四柱三门三楼式，高8.35米，宽5.1米。横额刻“中宪大夫通政司右通政吴余庆”，二层匾额“承恩”二字。

## 保护
2019年10月7日，承恩坊公布为第八批全国重点文物保护单位。。